# النمساويون في كرواتيا
النمساويين الكرواتيين هم أشخاص أصلهم من النمسا، ويقيمون في كرواتيا بشكل دائم، ويحملون جنسيتها. ويُعترف بهم رسمياً كأقلية في جمهورية كرواتيا، وبالتالي لديهم مقعدهم الدائم في البرلمان الكرواتي.

## التمثيل الجغرافي
وفقاً لتعداد عام 2011، هناك 297 شخصاً فقط يعتبرون أنفسهم نمساويين، على الرغم أن أكبر مجموعة من النمساويين (35% من أصل النمساوي في كرواتيا) يقيمون في زغرب العاصمة.

## شخصيات بارزة
- غوردون شيلدنفيلد.
- ديانا بوديسافلجيفيتش [الإنجليزية].